# 全国生活協同組合連合会
全国生活協同組合連合会（ぜんこくせいかつきょうどうくみあいれんごうかい、略称：全国生協連）は、埼玉県さいたま市大宮区に本部を置く、消費生活協同組合法に準拠し、厚生労働省の認可を受けて設立された非営利の協同組合の一つである。

## 概要
都民共済・道民共済・府民共済・県民共済の名称で実施されている共済事業の元受団体である。各都道府県において共済取扱団体として活動している、全国生協連の会員生協の正式名称と略称は、原則として『〇〇県民共済生活協同組合』、『〇〇県民共済』である。ただし、以下の都道府県は例外となっている（太字はテレビCMで紹介する際の表記）。
| 所在地   | 生協の正式名称               | 生協の略称(公式サイト・CMに用例のあるもの) |
| -------- | ---------------------------- | ------------------------------------------ |
| 北海道   | 北海道民共済生活協同組合     | 道民共済、北海道民共済                     |
| 茨城県   | 茨城県民生活協同組合         | 茨城 県民共済、茨城県民生協                |
| 東京都   | 東京都民共済生活協同組合     | 都民共済、東京都民共済                     |
| 神奈川県 | 全国共済神奈川県生活協同組合 | （神奈川県では）全国共済、全国共済 神奈川  |
| 愛知県   | 県民共済愛知県生活協同組合   | 県民共済 愛知、県民共済愛知県生協          |
| 京都府   | 京都府民共済生活協同組合     | 京都 府民共済                              |
| 大阪府   | 大阪府民共済生活協同組合     | 大阪 府民共済                              |

共済事業は全47都道府県で実施し、共済取扱団体を含む総称として「都道府県民共済グループ」と併記することもある。2022年4月、最後まで事業を行っていなかった鳥取県と沖縄県で共済事業を開始したことで、全都道府県での共済事業を達成した。ライバルであるこくみん共済coopが地域区分を6つにしているのに対し、都道府県民共済グループは8つに分けている。北海道・東北と中国・四国がそれぞれ別ブロック扱いになっているほか、新潟県については、こくみん共済coopが東北電力グループと同様に北海道・東北の括りにしているのに対し、都道府県民共済グループでは中部ブロックとして扱っている。
2022年5月、本部をさいたま市南区のラムザタワーから、大宮区の大宮門街へ移転。
2012年度末までは供給（紳士服）事業も実施していたが、消費生活協同組合法の改正に伴い、共済事業との兼業が禁止されたため、2013年4月より全国生協連が全額出資する株式会社FJCC衣良品サービスへ供給事業を継承した。
キャッチコピー・スローガンは、「約束に、まっすぐ。」

## 沿革
- 1971年12月 - 首都圏生活協同組合連合会として設立
- 1972年3月 - 「生活必需物資の卸売事業」開始
- 1973年3月 - （神奈川県民共済生活協同組合の設立、生命共済事業を開始（1966年に任意団体として始めた総合生命共済制度を移行）。神奈川県において、都道府県民共済グループに先んじて「県民共済」の名称を使用）
- 1973年5月 - （埼玉県民共済生活協同組合の設立）
- 1973年8月 - （埼玉県民共済生活協同組合が生命共済事業を開始。この「県民共済」が、都道府県民共済グループの母体となる）
- 1975年 - （愛知県共済生活協同組合が生命共済（団体生命保険）の取り扱いを開始）
- 1979年 - （日本生活協同組合連合会（日生協）が、全国労働者共済生活協同組合連合会（全労済）との「CO･OP共済に関する基本協定」に基づきCO･OP共済（Ａ型：セット共済）を開始）
- 1980年 - （愛知県共済生活協同組合が生命共済事業（元受共済＋団体生命保険の二階建て）を開始）
- 1981年5月 - 名称を「全国生活協同組合連合会」に変更（全国展開）
- 1982年10月 - 「生命共済事業」開始（茨城県、千葉県で事業開始）
- 1983年2月 - 神奈川県で事業開始（前掲の神奈川県民共済生活協同組合が先行して「県民共済」の名称で生命共済事業を行っていたことから、神奈川県では「全国共済」と呼称）
- 1983年4月 - 新潟県、静岡県、宮城県で事業開始
- 1983年5月 - （全労済が「こくみん共済」を開始）
- 1983年6月 - 滋賀県、大阪府、京都府、愛知県（既に独自の生命共済事業を行っていた前掲の愛知県共済生活協同組合が、「県民共済」も取り扱う）、長野県、東京都で事業開始
- 1983年7月 - 栃木県、島根県で事業開始
- 1983年8月 - 岐阜県で事業開始
- 1983年9月 - 宮崎県で事業開始
- 1984年 - （日生協が初の元受共済となるCO･OP共済「たすけあい」を開始。CO･OP共済（Ａ型：セット共済）の募集を停止）
- 1984年2月 - 岩手県で事業開始
- 1984年4月 - 秋田県で事業開始
- 1984年6月 - 広島県で事業開始
- 1984年11月 - 福島県、兵庫県で事業開始
- 1985年12月 - 「新型火災共済事業」開始
- 1986年6月 - 福岡県で事業開始
- 1987年4月 - 「注文紳士服事業」開始
- 1987年4月 - 北海道、群馬県で事業開始
- 1989年3月 - 山口県で事業開始
- 1989年10月 - 「こども共済事業」開始
- 1993年10月 - 「傷害共済事業」開始
- 1995年 - （愛知県で「県民共済」を取り扱う愛知県共済生活協同組合が、「県民共済」とは別に独自に行っている生命共済事業の制度改正（元受共済＋団体定期保険の二階建てから100％元受共済へ移行）を行い、その愛称を「ライフ共済」とする）
- 1998年4月 - 「熟年共済事業」開始
- 1998年4月 - 奈良県、岡山県、三重県で事業開始
- 1999年4月 - 「生命4型」「入院4型」「生命2型＋入院２型」の新規取扱開始
- 1999年4月 - 青森県、熊本県、鹿児島県で事業開始
- 2000年4月 - 生命共済に「がん特約」・「三大疾病特約」・「介護特約」取扱開始、熟年共済に「がん特約」・「三大疾病特約」取扱開始
- 2000年4月 - 山形県で事業開始
- 2000年7月 - 大分県で事業開始
- 2000年10月 - 富山県で事業開始
- 2001年4月 - 石川県、長崎県で事業開始
- 2001年11月 - 「生命共済6型」の開始（加入1年後の増額コース）
- 2002年7月 - 生命共済に「医療特約」取扱開始
- 2003年2月 - 「県民共済愛知県生活協同組合」設立
- 2003年4月 - 「県民共済愛知県生活協同組合」事業開始、愛知県共済生活協同組合の「県民共済」取り扱い終了。以降、「県民共済」は県民共済愛知県生活協同組合が、「ライフ共済」は愛知県共済生活協同組合が、それぞれ別個に事業を行う
- 2003年10月 - 「こども共済」「生命共済」「熟年共済」を「生命共済」に一本化（85歳まで継続）
- 2003年10月 - 「熟年型」の保障年齢を80歳から85歳に引き上げ及び「医療特約」を開始
- 2005年7月 - 新型火災共済に「借家人賠償責任特約」取扱開始
- 2006年10月 - 「生命型」の生命保障、「入院型」の入院保障を組み合わせ一本化し、「総合保障型」取扱開始。
- 2007年5月 - 香川県で事業開始（全国38都道府県に事業拡大）
- 2007年11月 - 和歌山県で事業開始（全国39都道府県に事業拡大）
- 2012年4月 - 生命共済「総合保障型」加入年齢を満59歳から満64歳に引き上げ
- 2012年10月 - 生命共済「入院保障型」「熟年入院型」取扱開始
- 2013年4月 - 生命共済（総合保障型・入院保障型/熟年型・熟年入院型）「新がん特約」「新三大疾病特約」新設
- 2013年4月 - 「注文紳士服事業」全国生協連100%出資子会社「株式会社FJCC衣良品サービス」に継承
- 2015年4月 - 生命共済「総合保障型」「生命共済6型」の保障内容を全国統一
- 2018年10月 - 新型火災共済に「地震特約」取扱開始
- 2019年1月 - 山梨県で事業開始（全国40都道府県に事業拡大）
- 2019年4月 - 愛媛県で事業開始（全国41都道府県に事業拡大）
- 2019年7月 - 佐賀県で事業開始（全国42都道府県に事業拡大）
- 2019年11月 - 福井県で事業開始（全国43都道府県に事業拡大）
- 2020年11月 - 「傷害保障型共済事業」開始
- 2021年4月 - 高知県で事業開始（全国44都道府県に事業拡大）
- 2021年6月 - 徳島県で事業開始（全国45都道府県に事業拡大）
- 2022年4月 - 鳥取県と沖縄県で事業開始。これにより全国47都道府県で事業達成。

## 規模
（2022年3月31日現在）
- 純資産 - 418,460百万円
- 正味受入掛金 - 656,895百万円
- 正味支払共済金 - 345,603百万円
- 期末加入件数 -2,179万170件

## 主な共済制度
生命共済「こども型」　
加入コースは「こども1型（月掛金1,000円）」と「こども2型（月掛金2,000円）」の2コースのうちいずれか1コース。加入年齢は0歳 - 満17歳、保障期間は0歳 - 18歳まで。18歳以降は同額掛金の総合保障型へ自動継続となる。
生命共済「総合保障型」「入院保障型」
加入コースは従来の「総合保障1型（月掛金1,000円）」「総合保障2型（月掛金2,000円）」「総合保障4型（月掛金4,000円）」と医療保障重視の「入院保障型（月掛金2,000円）」、組み合わせタイプの「総合保障1型＋入院保障2型（月掛金3,000円）」「総合保障2型＋入院保障2型（月掛金4,000円）」の6コースのうちいずれか1コース。加入年齢は満18歳-満64歳（総合保障1型、総合保障1型＋入院保障2型は満18歳 - 満59歳）、保障期間は18歳 - 65歳まで。65歳以降は同額掛金の熟年型、熟年入院型へ自動継続となる。ただし、総合保障1型の保障は、65歳で終了する。総合保障1型の加入者が65歳以降熟年型へ加入するためには、あらたに加入する時と同様の健康告知が必要。
生命共済「熟年型」「熟年入院型」
加入コースは従来の「熟年2型（月掛金2,000円）」「熟年4型（月掛金4,000円）」と医療保障重視の「熟年入院型（月掛金2,000円）」、組み合わせタイプの「熟年2型＋熟年入院2型（月掛金4,000円）」の4コースのうちいずれか1コース。加入年齢は満65歳 - 満69歳、保障期間は65歳 - 85歳まで。
傷害保障型共済
ケガ（交通事故・不慮の事故）を保障の対象としている。加入コースは月掛金1,000円の1コース。加入年齢は満18歳 - 満69歳、保障期間は18歳 - 85歳まで。
新型火災共済
住宅と家財を保障の対象としている。以前は木造等の住宅1坪当たり保障限度額が都道府県により60万円と70万円の2通りに分類されていた。2018年4月以降、全都道府県で木造等の住宅1坪当たり保障限度額は70万円に統一された。
共済事業の母体となった埼玉県民共済生活協同組合（埼玉県民共済）では、生命共済「総合保障型」「入院保障型」に替えて独自の元受共済（新型・県民共済、医療・生命共済）を実施している他、傷害保障型共済の取り扱いが無いなど、制度の一部が他の県民共済と異なる。

## 構成員（会員生協）
- 地域生協 48（内 共済取扱団体47）
- 職域生協  3（内 共済取扱団体1）

### 共済取扱団体
- 北海道民共済生活協同組合
- 青森県民共済生活協同組合
- 岩手県民共済生活協同組合
- 宮城県民共済生活協同組合
- 秋田県民共済生活協同組合
- 山形県民共済生活協同組合
- 福島県民共済生活協同組合
- 茨城県民生活協同組合
- 栃木県民共済生活協同組合
- 群馬県民共済生活協同組合
- 埼玉県民共済生活協同組合
- 千葉県民共済生活協同組合
- 東京都民共済生活協同組合
- 全国共済神奈川県生活協同組合
- 山梨県民共済生活協同組合
- 新潟県民共済生活協同組合
- 富山県民共済生活協同組合
- 石川県民共済生活協同組合
- 福井県民共済生活協同組合
- 静岡県民共済生活協同組合
- 県民共済愛知県生活協同組合
- 岐阜県民共済生活協同組合
- 三重県民共済生活協同組合
- 長野県民共済生活協同組合
- 滋賀県民共済生活協同組合
- 京都府民共済生活協同組合
- 奈良県民共済生活協同組合
- 大阪府民共済生活協同組合
- 兵庫県民共済生活協同組合
- 和歌山県民共済生活協同組合
- 鳥取県民共済生活協同組合
- 島根県民共済生活協同組合
- 岡山県民共済生活協同組合
- 広島県民共済生活協同組合
- 山口県民共済生活協同組合
- 徳島県民共済生活協同組合
- 香川県民共済生活協同組合
- 愛媛県民共済生活協同組合
- 高知県民共済生活協同組合
- 福岡県民共済生活協同組合
- 佐賀県民共済生活協同組合
- 長崎県民共済生活協同組合
- 熊本県民共済生活協同組合
- 大分県民共済生活協同組合
- 宮崎県民共済生活協同組合
- 鹿児島県民共済生活協同組合
- 沖縄県民共済生活協同組合
- JAL生活協同組合